# Boitron, Orne

Boitron este o comună în departamentul Orne, Franța. În 1 ianuarie 2022 avea o populație de 348 de locuitori.